# Eduardo Risso (remero)
Eduardo Gilberto Risso Salaverría (Montevideo, 25 de febrero de 1925-Montevideo, 12 de enero de 1986) fue un deportista uruguayo que compitió en remo. Participó en dos Juegos Olímpicos de Verano en los años 1948 y 1952, obteniendo una medalla de plata en Londres 1948 en la prueba de scull individual.

## Palmarés internacional
| Juegos Olímpicos | Juegos Olímpicos      | Juegos Olímpicos | Juegos Olímpicos |
| Año              | Lugar                 | Medalla          | Prueba           |
| ---------------- | --------------------- | ---------------- | ---------------- |
| 1948             | Londres (Reino Unido) | Medalla de plata | Scull individual |